# バイオリアクター

バイオリアクターの構造の模式図

バイオリアクター（bioreactor、生体反応器）とは、生体触媒を用いて生化学反応を行う装置の総称である。

## 概要
遺伝子工学や培養技術の進歩により急速に発展してきただけでなく、今後の環境と調和した工業を考える上で非常に関心が高い。バイオリアクターを用いた場合、通常の触媒反応器にくらべ穏和な条件で反応が行える他、副生成物が少ない、工程が少ない、収率がよいなどの利点があることが多い。しかし、コンタミネーションや失活などの問題も多い。
微生物の力を利用して味噌や酒を造る樽や桶、好気性細菌や嫌気性細菌の力で有機物を分解する下水処理施設や水族館の水質浄化施設もバイオリアクターの一種といえる。近年では下水を嫌気性細菌の力で分解してメタンガスを取り出す方法が一部の地域で実用化されている。
パッチプロセスと連続プロセスがあり前者は長時間熟成させる等の用途に用いられ後者は連続して処理する用途に用いられる。一般的にはバッチプロセスの方が高付加価値のものを生産できる。
最初のバイオリアクターの工業化はペニシリン発酵装置である。現在では多くの工業化例があり、酵素を用いるもの、微生物や動物細胞をそのまま用いるものなどもある。
- L-アスパラギン酸：アスパルターゼ
- インターフェロン-β：ヒト繊維芽細胞
- エタノール：酵母
- ブドウ糖：セルロースを加水分解

担持体には分相ガラスを使用した多孔質のガラスビーズ等が用いられる。
応用方法
- 固定化生体触媒
- 膜型生体触媒

## 容量の規制
遺伝子組換え体の培養容量は20リットル以内に制限されている。一方、突然変異体であればこのような培養容量の制限は無い。